# Limmen
Limmen est un village de la province de Hollande-Septentrionale aux Pays-Bas. Il fait partie de la commune de Castricum. Limmen était une commune à part entière jusqu'en 2002.
La population de la ville de Limmen était de 5 602 habitants en 2005. Le district statistique compte environ 6 860 habitants.